# 希尔维公馆
希尔维公馆（Hôtel Silvy），又名蒙克拉尔公馆（Hôtel Ripert de Monclar）或法布雷古莱斯公馆（Hôtel Bourguignon de Fabregoules）是普罗旺斯地区艾克斯的一座历史建筑，位于马扎然区的rue Roux Alpheran 街35号 。

## 历史
该建筑由艾克斯的地方法官家族希尔维家族建于17世纪。花园里的喷泉则建于18世纪。
这是让·皮埃尔·弗朗索瓦·德·里普尔-蒙克拉尔（1711-1773）和他的妻子凯瑟琳的私人住所。后来是让-巴蒂斯特·布吉尼翁·德·法布雷古莱斯（1746-1838）的住所。他是一位艺术收藏家，将他的艺术收藏遗赠给了艾克斯的格拉内博物馆。
1929年，喷泉和花园列为法国历史遗迹，1984年，建筑列为法国历史遗迹。